# Damora natsugiensis
Damora natsugiensis är en fjärilsart som beskrevs av Kasahara 1937. Damora natsugiensis ingår i släktet Damora och familjen praktfjärilar. Inga underarter finns listade i Catalogue of Life.